# Przepływ Poiseuille’a

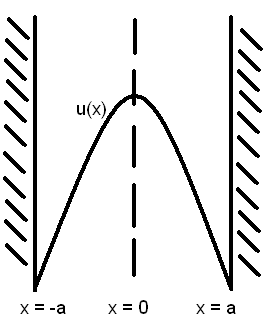
Przepływ Poiseuille’a – szerokość: 2a

Przepływ Poiseuille’a – ważny i podstawowy typ przepływu w rurze lub w szczelinie między dwiema równoległymi okładkami. W szczelinie lub rurze prędkości na ściankach są równe zero, a maksimum zostaje osiągnięte pośrodku. Prędkość charakterystyczna w szczelinie bądź rurze o szerokości {\displaystyle 2a} jest paraboliczna i dana wzorem:
{\displaystyle u(x)={\frac {G^{*}}{2\mu }}(a^{2}-x^{2}),}
gdzie:
{\displaystyle G^{*}} – liniowe ciśnienie gradientowe {\displaystyle {\frac {P_{i}-P_{o}}{L}}} lub grawitacyjne ciśnienie gradientowe, np. {\displaystyle G^{*}=\rho g,}
{\displaystyle P_{i}/P_{o}} – ciśnienie wejścia/wyjścia,
{\displaystyle \mu } – lepkość dynamiczna.
Dzięki temu, można się dowiedzieć, że średnia prędkość w szczelinie wynosi {\displaystyle {\frac {2}{3}}\ max} lub że maksymalna prędkość zostaje osiągnięta w punkcie {\displaystyle x=0,} co wyraża się za pomocą:
{\displaystyle u_{a}={\frac {2}{3}}{\frac {G^{*}}{2\mu }}a^{2}.}